# Winston (Montana)
Winston es un lugar designado por el censo ubicado en el condado de Broadwater en el estado estadounidense de Montana. En el Censo de 2010 tenía una población de 147 habitantes y una densidad poblacional de 10,88 personas por km².

## Geografía
Winston se encuentra ubicado en las coordenadas 46°28′6″N 111°39′55″O / 46.46833, -111.66528. Según la Oficina del Censo de los Estados Unidos, Winston tiene una superficie total de 13.51 km², de la cual 13.51 km² corresponden a tierra firme y (0%) 0 km² es agua.

## Demografía
Según el censo de 2010, había 147 personas residiendo en Winston. La densidad de población era de 10,88 hab./km². De los 147 habitantes, Winston estaba compuesto por el 91.16% blancos, el 0% eran afroamericanos, el 6.8% eran amerindios, el 0% eran asiáticos, el 0% eran isleños del Pacífico, el 0% eran de otras razas y el 2.04% pertenecían a dos o más razas. Del total de la población el 0% eran hispanos o latinos de cualquier raza.